# Yumbulagang
Le palais de Yumbulagang (tibétain : ཡུམ་བུ་བླ་སྒང་།, Wylie : yum bu bla sgang, THL : yum bu la gang), Yumbu Lhakhang ou encore Yungbulakang) est une forteresse de la vallée du fleuve du Yarlung Tsangpo, située dans le district de Nêdong, centre urbain de la préfecture de Shannan, dans la Région autonome du Tibet en République populaire de Chine. Elle est située à moins de 100 km de Lhassa à vol d'oiseau.

## Situation

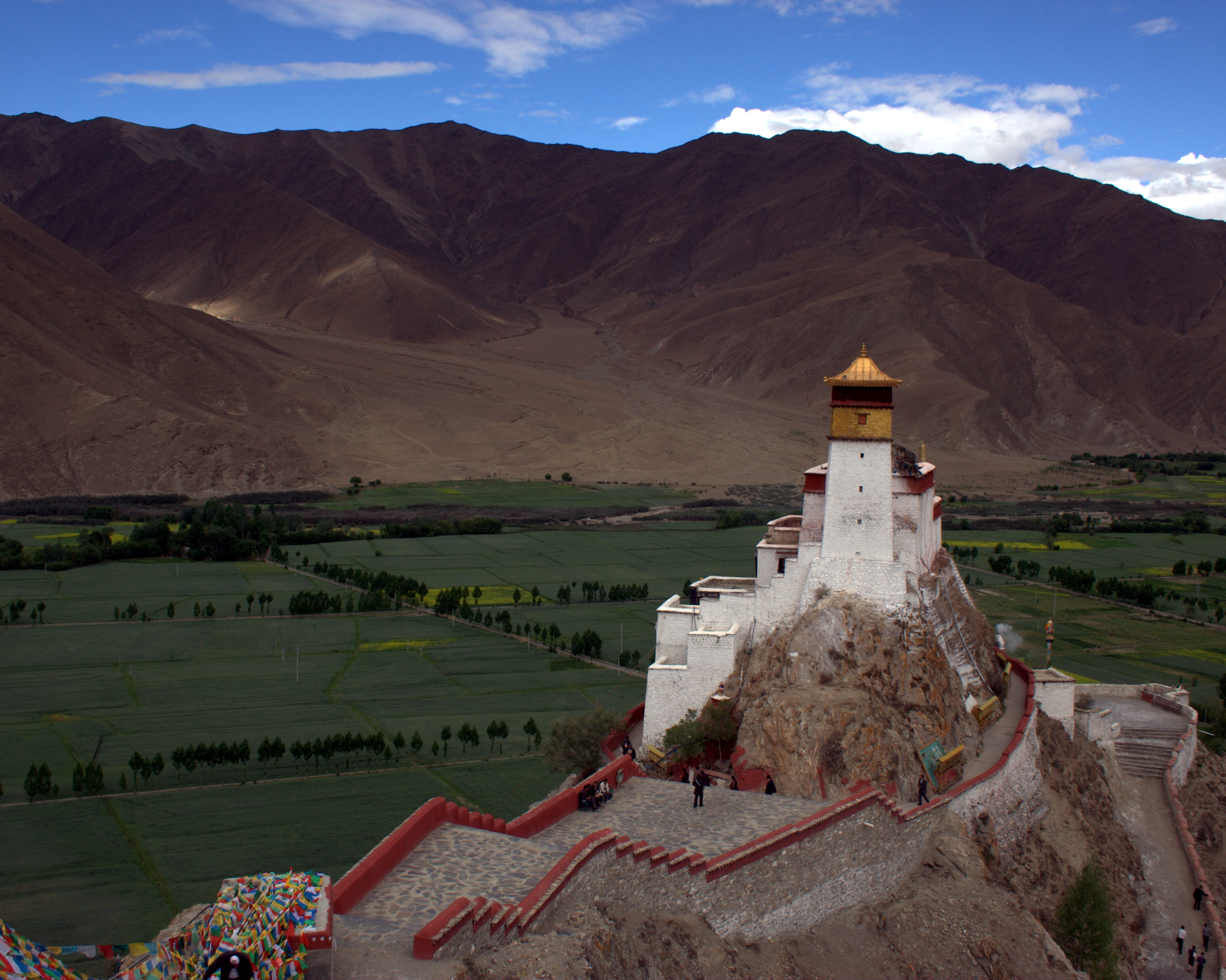
Vue sur la vallée depuis la colline du fort.

Yumbulakang se dresse sur une colline bordant la rive orientale du Yarlung Tsangpo. Il est sur le territoire du Bourg de Changzhu, dans le sud-est du District de Nêdong, à 9 km au sud de Tsetang dans la préfecture de Shannan (Région autonome du Tibet, République populaire de Chine). La forme de la colline évoque la silhouette d'une biche (yumbu), d'où le nom de la construction, « palais de la biche ».

## Historique
Selon une légende de la religion Bön, Yumbulagang serait le premier bâtiment construit au Tibet sous le règne du premier roi Nyatri Tsenpo au IIe siècle av. J.-C.
Sous le règne du premier roi Niechi, la tribu de Yarlung accrut graduellement son pouvoir et conquit d'autres territoires de tribus importantes dans le secteur, pour finir par l'expansion de l'Empire du Tibet au VIIe siècle sous le règne du roi Songtsen Gampo.
Selon la légende, sous le règne du 28e roi Lha Thothori Nyantsen au Ve siècle, un stūpa d'or et un Sutra, que personne ne pouvait lire, tomba du ciel sur le toit du bâtiment, et une voix dans le ciel aurait déclaré : « Dans cinq générations, viendra celui qui pourra comprendre leur signification ! ».
Plus tard, Yumbulagang fut le palais d'été du 33e roi et 1er empereur du Tibet, Songtsen Gampo et des princesses Bhrikuti et Wencheng. Après que Songtsen Gampo eut transporté son siège principal à Lhassa, Yumbulagang devint une sorte de chapelle, et sous le règne du 5e dalaï-lama, Ngawang Lobsang Gyatso, un monastère de l'école Gelugpa du Bouddhisme tibétain.
Presque totalement détruit au cours de la révolution culturelle, l'ensemble fut reconstruit en 1982, d'après d'anciens plans. Les nouveaux bâtiments furent consacrés par Choekyi Gyaltsen, 10e panchen lama en 1984,.

## Galerie

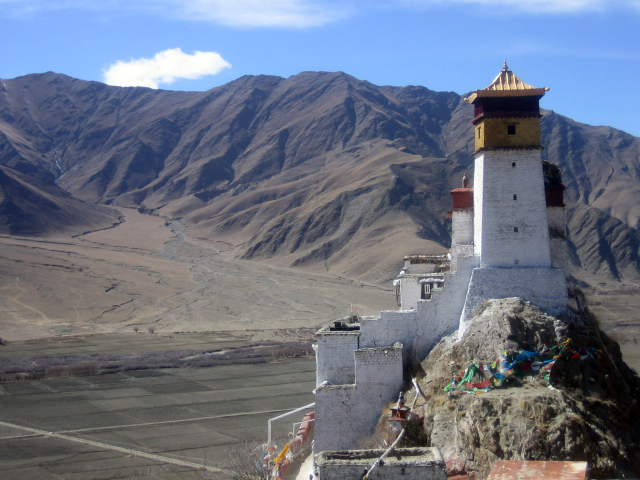
Yumbu Lhakhang en 2007
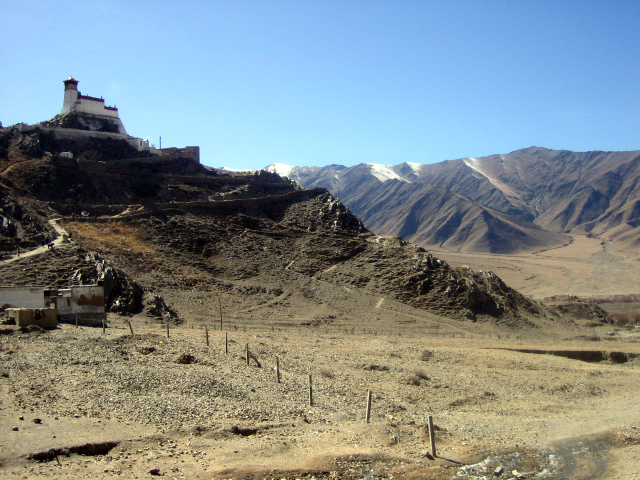
Colline de Yumbu Lhakhang en 2007
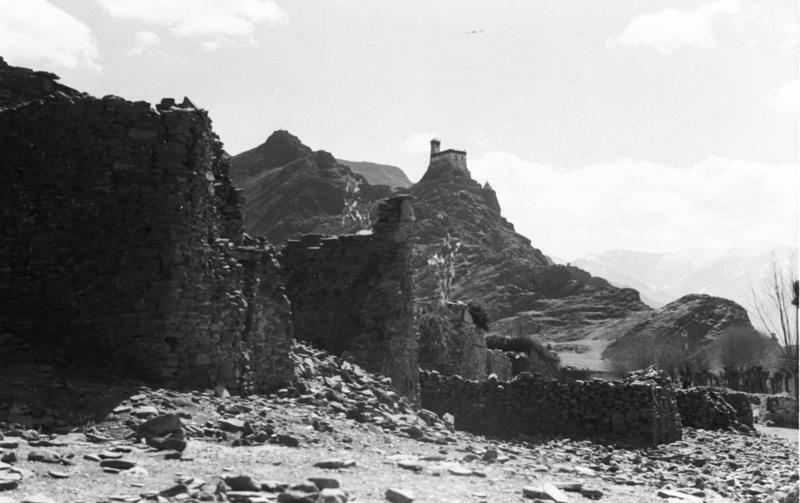
Photo devant des ruines, datant de l'expédition allemande au Tibet, 1939
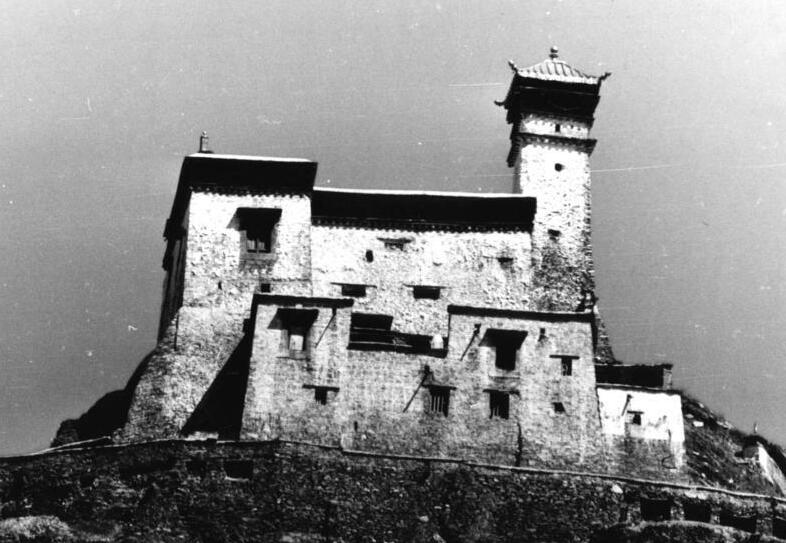
Photo de 1939
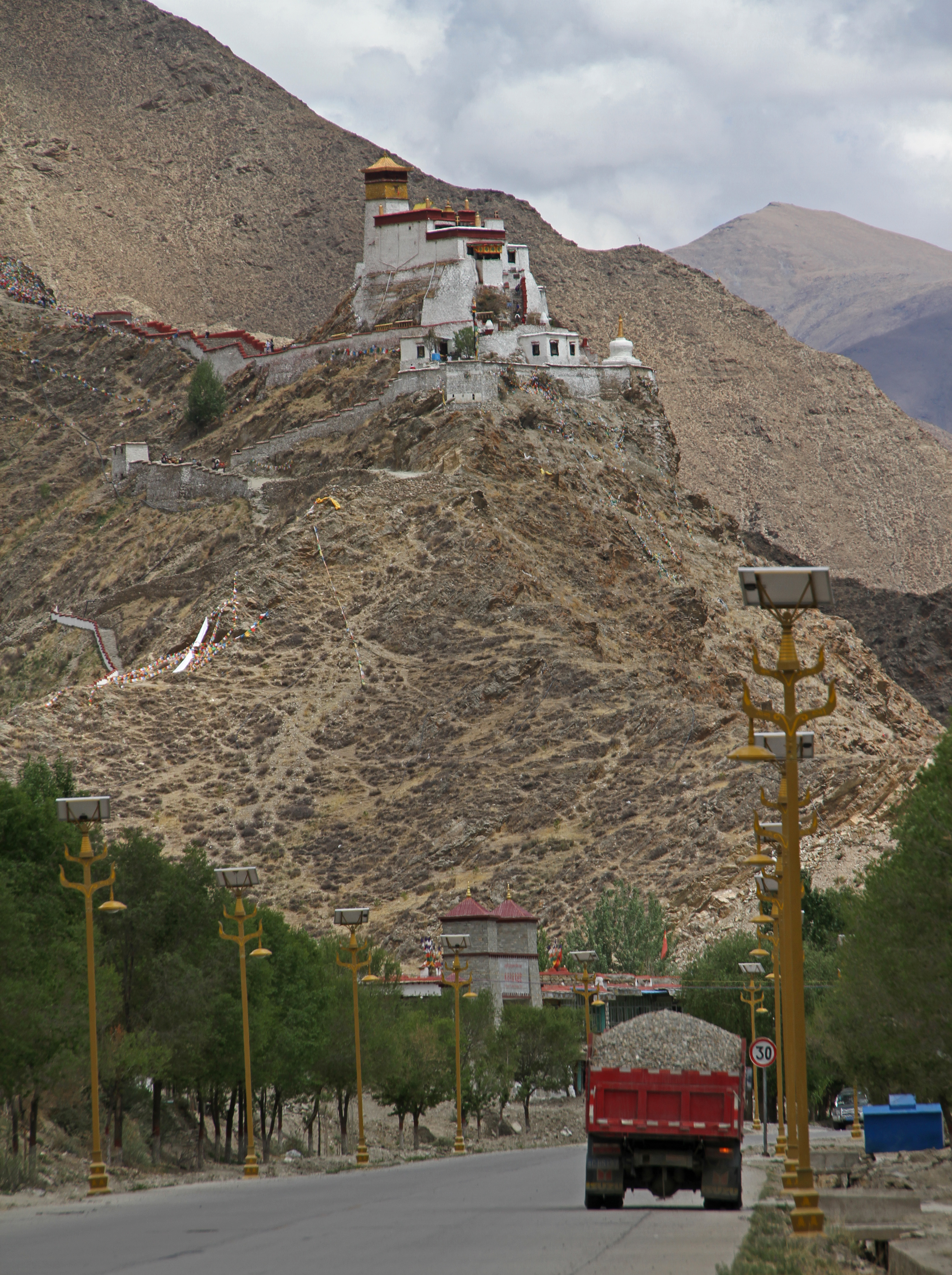
En 2014
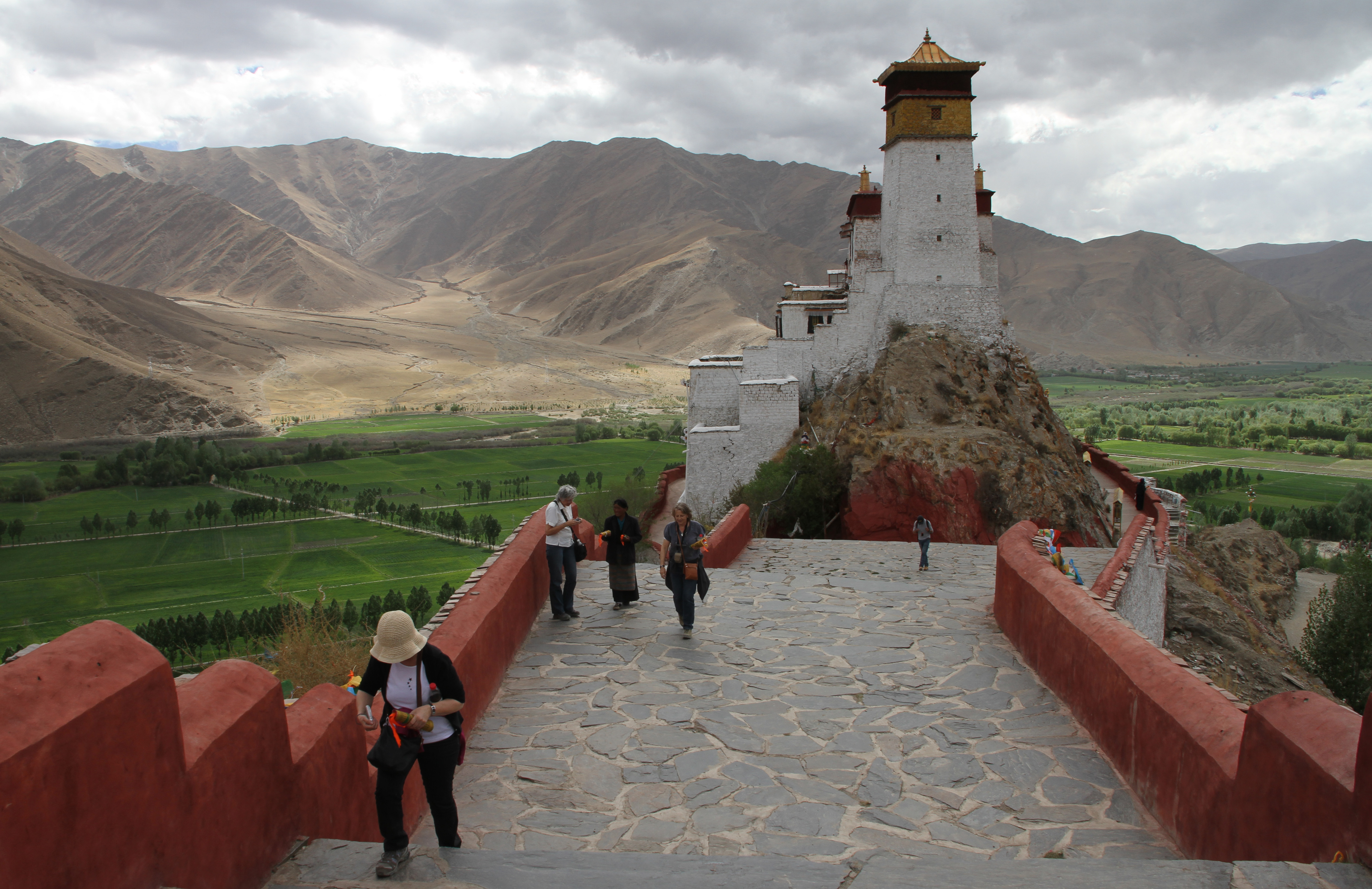
Vue depuis une terrasse.
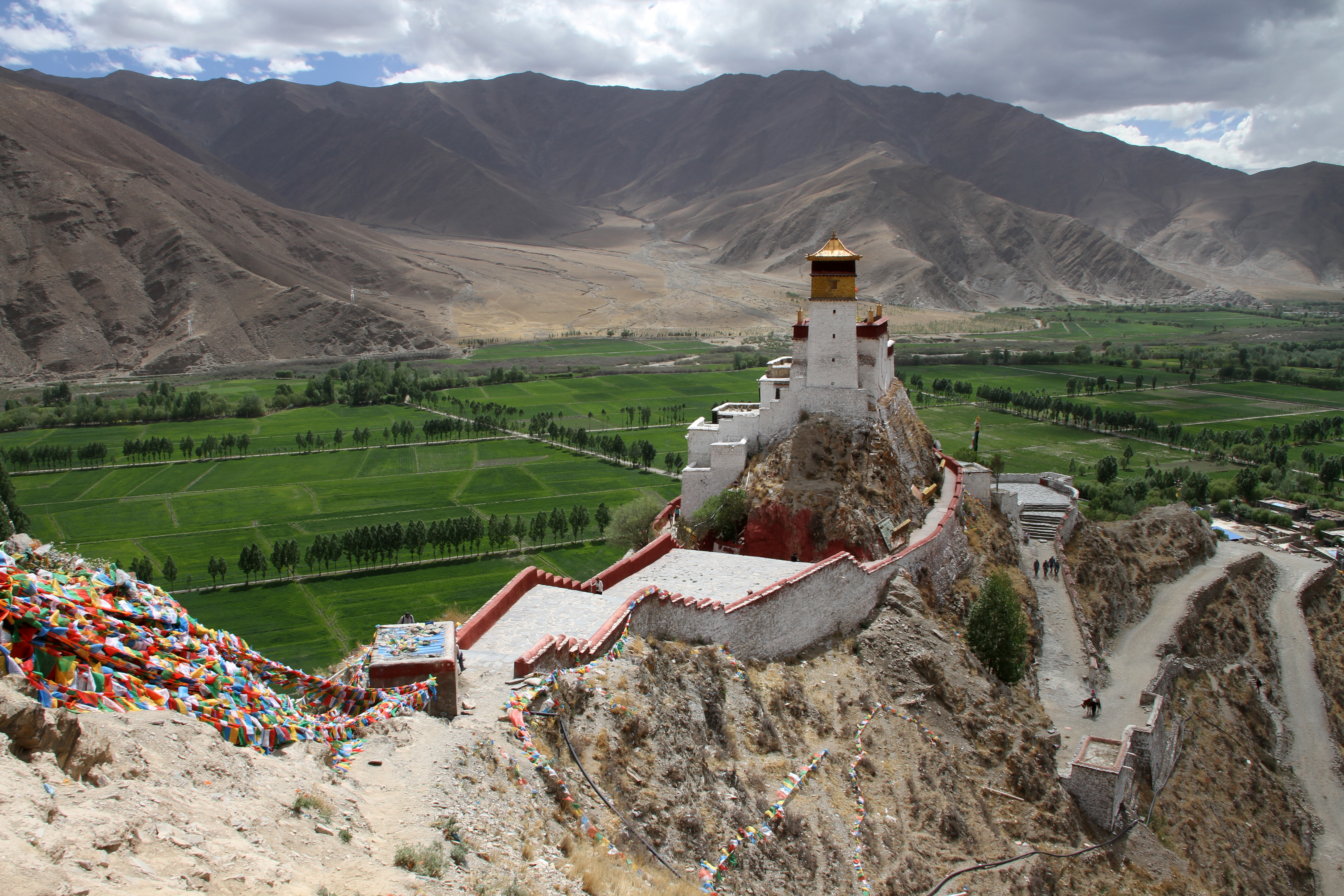
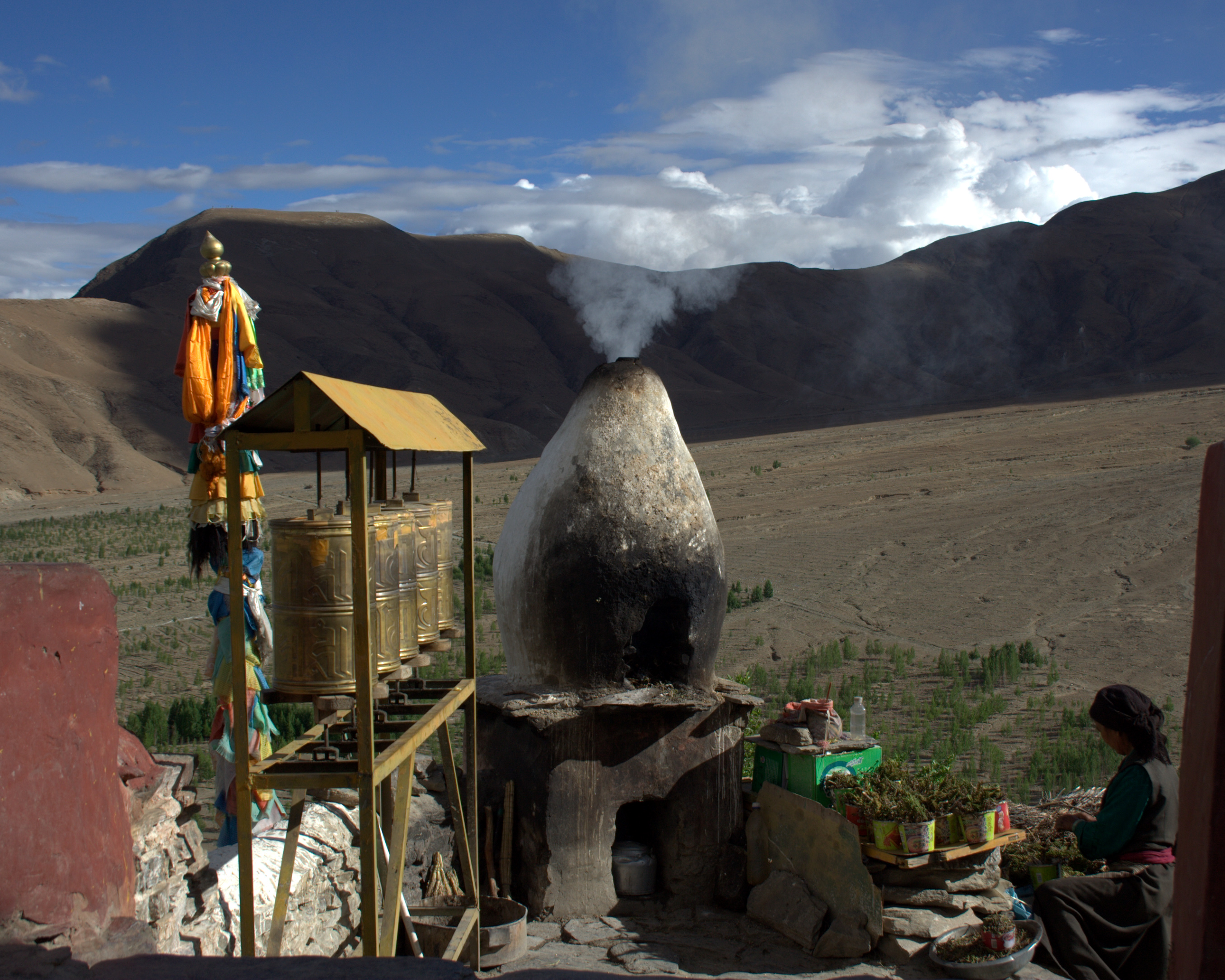
prières devant un bruloir

## L'intérieur
L'ensemble est divisé en une partie avant, une construction de trois étages, et une partie arrière, une grande tour comme celle d'un château. Sont conservées dans le palais les statues du Bouddha Thiesung Sangjie, le roi Niechi, du premier Roi de Tibet, de Songsten Gampo et d'autres rois du Tibet.

### Source
- History of Tibet – A Few Chapters (Part 1)